# 保岡武久
保岡 武久（やすおか たけひさ、1902年11月25日 - 1983年2月7日）は、日本の内務官僚、政治家。衆議院議員。

## 来歴・人物
奄美大島にある鹿児島県大島郡宇検村の生まれ。旧制鹿児島県立大島中学校と旧制第七高等学校造士館を経て、東京帝国大学法学部政治学科卒。1929年、高等文官試験行政科に合格。群馬県警察警部補を振り出しに、1934年内務省警視庁警視に任命される。海軍司政官、二・二六事件を担当、1939年大阪府刑事課長、地方警視、鹿児島県副知事などを経て、1951年の第2回鹿児島県知事に自由党公認で立候補したが落選。1954年に行われた奄美群島の日本復帰に伴う衆院選に奄美群島区から自由党公認で出馬した。同じ自由党からは宗前清（元衆院議員）が出馬し、その他にも伊東隆治（前参院議員）や泉芳朗（名瀬市長）など有力候補が乱立し、結果として再選挙までもつれ込んだ混戦を制し当選した。
その後は自由党→自由民主党に籍を置きながら、伊東との激戦を戦い互いに当落を繰り返すことになる。池田派→前尾派に所属し、池田内閣で内閣官房副長官（政務担当）に就任する。ほかに、郵政政務次官、衆議院地方行政委員会理事、農林水産委員会甘味資源に関する小委員会委員などの要職を歴任した。
1969年に政界引退して、地盤を長男の保岡興治に譲った。1973年に勲二等瑞宝章を受章。1983年2月7日、急性腎不全のため死去。享年80。